# Södra Bergsbyn och Stackgrönnan
Södra Bergsbyn och Stackgrönnan är en av SCB avgränsad och namnsatt tätort i Skellefteå kommun i Västerbottens län. Tätorten omfattar bebyggelse i och omkring Södra Bergsbyn belägen söder om Skellefteälven några kilometer öster om Skellefteå.

## Befolkningsutveckling
| Befolkningsutvecklingen i Södra Bergsbyn och Stackgrönnan 2005–2020 | Befolkningsutvecklingen i Södra Bergsbyn och Stackgrönnan 2005–2020 | Befolkningsutvecklingen i Södra Bergsbyn och Stackgrönnan 2005–2020 | Befolkningsutvecklingen i Södra Bergsbyn och Stackgrönnan 2005–2020 | Befolkningsutvecklingen i Södra Bergsbyn och Stackgrönnan 2005–2020 |
| ------------------------------------------------------------------- | ------------------------------------------------------------------- | ------------------------------------------------------------------- | ------------------------------------------------------------------- | ------------------------------------------------------------------- |
|                                                                     |                                                                     |                                                                     |                                                                     |                                                                     |
| År                                                                  |                                                                     |                                                                     | Folkmängd                                                           | Areal (ha)                                                          |
| 2005                                                                | 2005                                                                |                                                                     | 406                                                                 | 80                                                                  |
| 2010                                                                | 2010                                                                |                                                                     | 393                                                                 | 80                                                                  |
| 2015                                                                | 2015                                                                |                                                                     | 342                                                                 | 67                                                                  |
| 2020                                                                | 2020                                                                |                                                                     | 377                                                                 | 80                                                                  |
| Anm.: Ny tätort 2005                                                |                                                                     |                                                                     |                                                                     |                                                                     |